# Luigi Acquisti
Luigi Acquisti, nacido el 29 de marzo de 1747 en Forlì y fallecido el 4 de diciembre de 1823 en Bolonia, fue un escultor de Italia. Conocido por sus esculturas en estilo Neoclásico
Sus trabajos se hallan dispersos a lo largo de todo Italia. Entre ellos se encuentran los relieves del Arco de la Paz en Milán ; la estatua de la Vecchia Legge para la fachada de la Catedral de Milán ; Marte y Venus para la Villa Carlotta en Tremezzo , junto al lago Como; Estatuas del Palacio Braschi de Roma; y una Atlanta (hacia 1806) para la Villa Belgiojoso Bonaparte en Milán.

## Datos biográficos

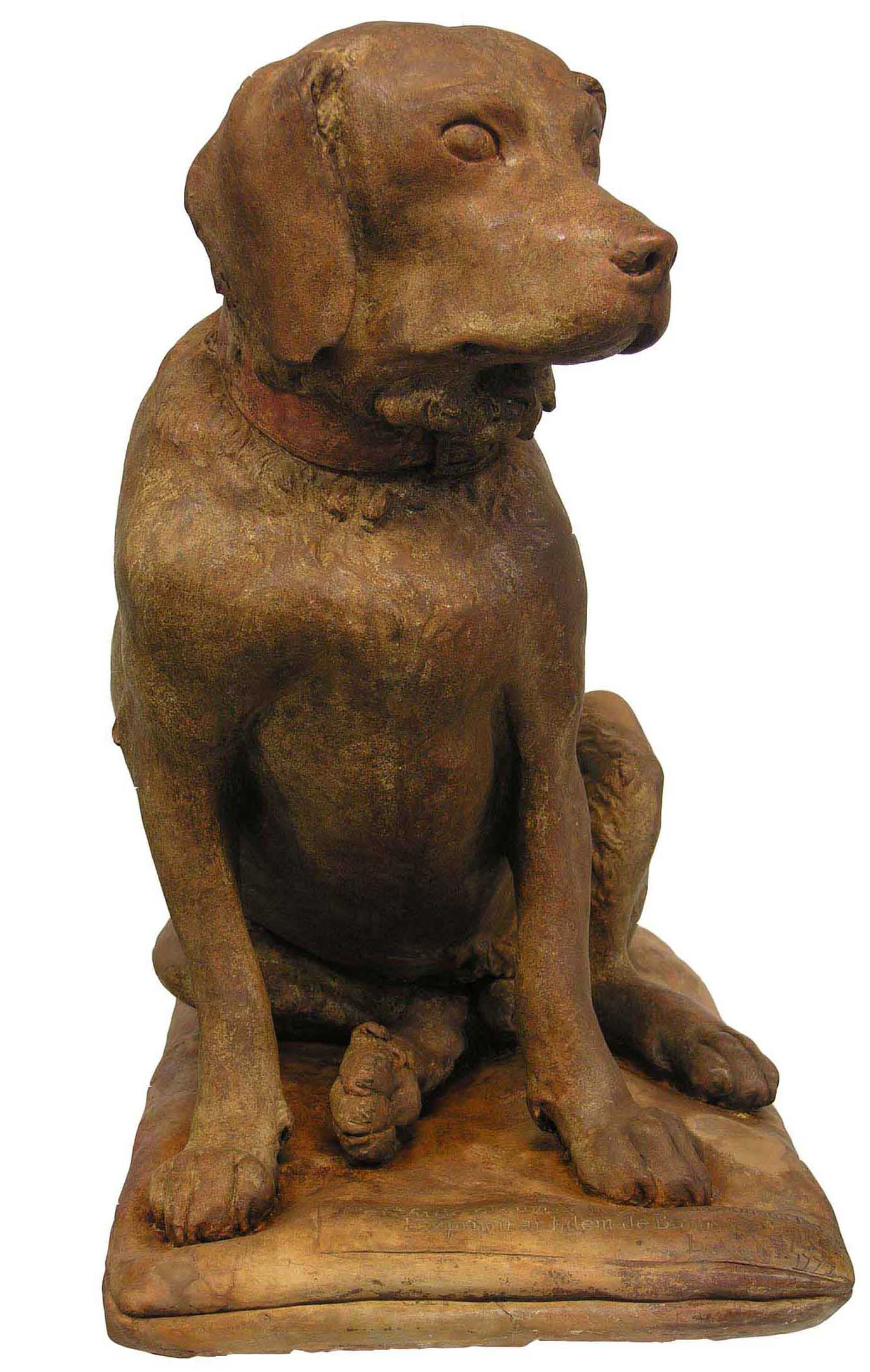
Perro Tago, 1777

Recibió sus primeras impresiones de esculturas en su ciudad natal, desde donde podía ver, entre otras, obras de Antonio Rossellino, de Francesco di Simone Ferrucci de Fiesole, de Tommaso Fiamberti
Acquisti era todavía joven cuando se trasladó a Bolonia con el fin de estudiar en la Accademia Clementina(Academia Pontificia de Bolonia), bajo la influencia de Giuseppe Mazza y de Angelo Piò como alumno de Filippo Balugani y Carlo Bianconi. Consecutivamente ganó el prestigioso premio Marsili-Aldrovandi de primera clase con su obra Enea condotto dalla Sibilla ai Campi Elisi (1774) y Un Romano che rapisce una Sabina (1775). En 1785 fue nombrado Académico del Numero en la clase de escultura figurativa en su academia, y en 1780 fue ascendido a Direttore di Figura para la misma institución. Fue miembro honorario de la academia Gran Ducale Fiorentina (1782), la Accademia di San Luca (1803), y de la Academia de Mantua.

### Bolonia
Su periodo boloñés (1774–1791) se caracterizó por la decorazioni all'antica. Su trabajo también estuvo imbuido por una búsqueda de la magnificencia y lo asombroso como puede verse en su enorme estatua de la Chiesa del Triregno( 1781). Su obra maestra de este período se encuentra en la cúpula del Santuario de Santa Maria della Vita (1787).

### Roma
En 1792 dejó Acquisti Bolonia por Roma (1792-1807), que notó la influencia de Acquisti siendo miembro de la junta directiva para el premio Curlandese. En la edición de 1789 vio el estilo neoclásico típico de Antonio Canova, en el relieve en mármol Le arti incoronate dal Genio de Giacomo De Maria. Mientras permaneció en Roma, trabajó junto a Canova y Valadier. Durante este período decoró el Palacio Braschi cerca de la Plaza Navona y la iglesia San Pantaleo.

### Milán
Después de 1807 Acquisti se trasladó a Milán . Durante este período produjo muchas de sus obras más famosas como la estatua de mármol Atalanta, el grupo de mármol Marte y Venus, la estatua de David en la fachada de la catedral de Milán y relieves del Arco della Pace. Estas últimas obras se realizaron siguiendo los cánones neoclásicos.

### Regreso a Bolonia
Acquisti regresó a Bolonia en 1814, produciendo desde entonces hasta su muerte esculturas para la Cartuja de Bolonia. Sin embargo, en las dos únicas obras que se sabe son suyas en el cementerio (otro par se le atribuyen con el consenso de expertos), el nivel artístico ha disminuido y los monumentos son de carácter modesto, con detalles escasos.

## Legado
Acquisti, junto con Giacomo Rossi, ayudó a promover la transición de las graciosas figuras del barroco y el adornado rococó, a las escenas heroicas inspiradas por Benedetto Alfieri. A pesar de haber viajado por toda Italia, se le considera un artista boloñés por haber pasado la mayor parte de su infancia en Bolonia, después de haber sido allí educado y habiendo producido muchas de sus obras más importantes en esa ciudad.
Está enterrado en la Cartuja de Bolonia.

## Obras

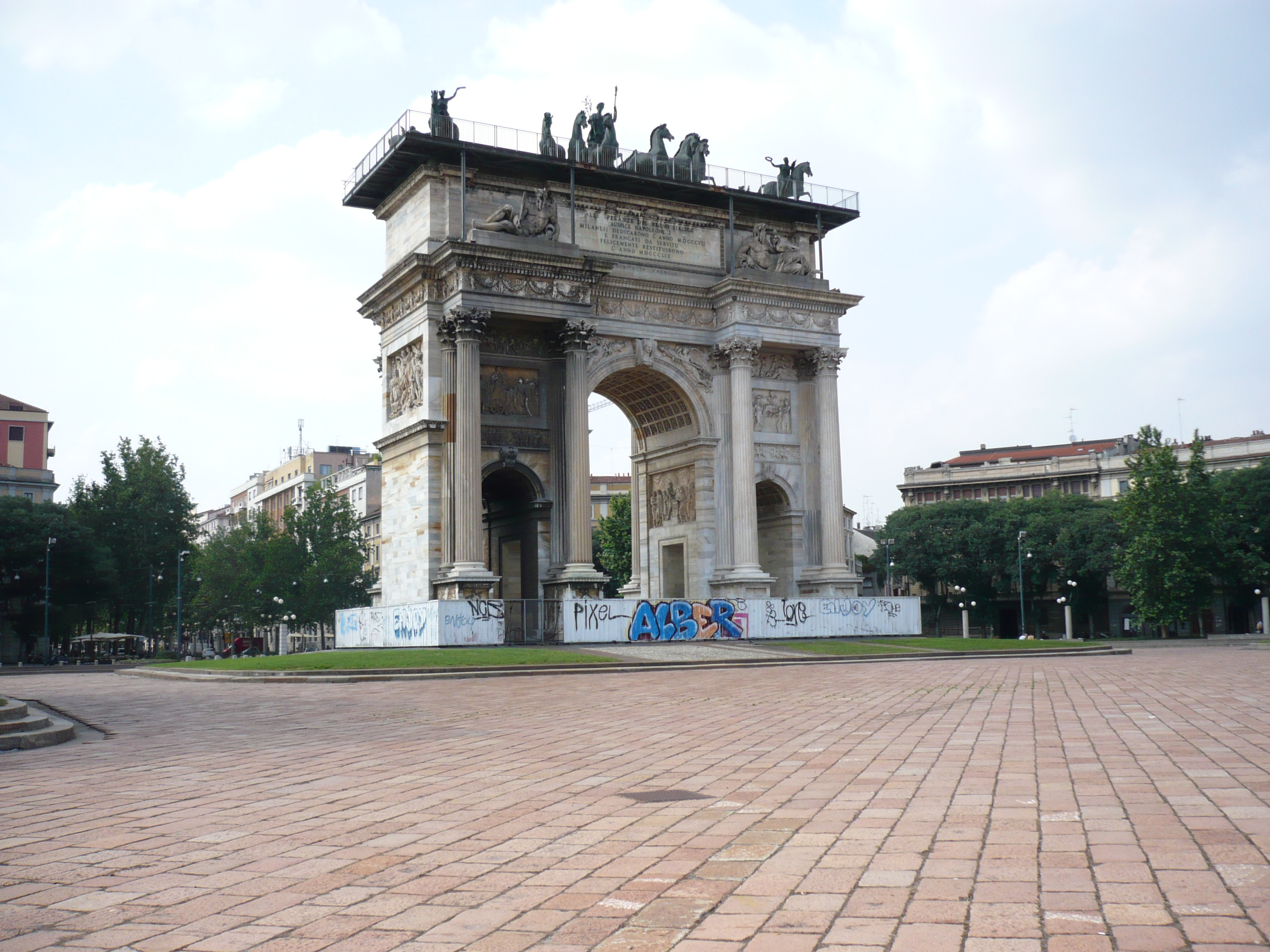
Relieve de El congreso de Praga, en el interior del Arco de la Paz en Milán

Entre las mejores y más conocidas obras de Luigi Acquisti se incluyen las siguientes:
- Forlì: en la Iglesia de San Filippo Neri, cuatro grandes estatuas ubicadas en la intersección de la nave con el crucero, que representan: la Humildad, el Amor al prójimo, la Caridad, el Desprecio de la grandeza terrenal;
- Milán: estatua del Antiguo Testamento( en italiano: Vecchia Legge) (David y el Profeta Joaquín) en la fachada del Duomo de Milán;
- Milán: bajorrelieve del 'Arco della Pace (Historia - Poesía - Ocupación de París y Congreso de Praga terminado por Francesco Somaini por la muerte de Acquisti);
- Milán: después de haber estado desde 1902 hasta 2010 en Villa Reale (o Villa Belgiojoso Bonaparte), actualmente en la Pinacoteca de Brera Atalanta (1806)
- Orvieto: estatua de San Juan Bautista (1821), sobre la pila bautismal en el interior de la Catedral ;
- Roma: estatuas en el Palacio Braschi;
- Tremezzo (Como), en el lago Lario: Villa Carlotta, grupo escultórico Venere trattiene Marte;
- Bolonia: en via Oberdan 24, la estatua del perro Tago. La obra fue restaurada en 2008 y se trasladó para su exposición en el Museo Cívico Arqueológico de Bolonia.